# Borussia Verein für Bewegungspiele Neunkirchen 1962-1963
Questa voce raccoglie le informazioni riguardanti il Borussia Verein für Bewegungspiele Neunkirchen nelle competizioni ufficiali della stagione 1962-1963.

## Stagione
Nella stagione 1962-1963 il Borussia Neunkirchen, allenato da Hans Pilz, concluse il campionato di Oberliga sudovest al 2º posto. Nella fase finale del campionato tedesco il Borussia Neunkirchen fu eliminato nella fase a gironi. Fu ammesso alla Bundesliga 1963-1964.

## Rosa
| N. |                     | Ruolo | Calciatore      |
| -- | ------------------- | ----- | --------------- |
|    | Germania (bandiera) | P     | Horst Kirsch    |
|    | Germania (bandiera) | D     | Fritz Backes    |
|    | Germania (bandiera) | D     | Hermann Baus    |
|    | Germania (bandiera) | D     | Erich Leist     |
|    | Germania (bandiera) | D     | Dieter Schock   |
|    | Germania (bandiera) | D     | Hans Schreier   |
|    | Germania (bandiera) | D     | Günter Schröder |
|    | Germania (bandiera) | C     | Erwin Glod      |
|    | Germania (bandiera) | C     | Dieter Harig    |

| N. |                     | Ruolo | Calciatore              |
| -- | ------------------- | ----- | ----------------------- |
|    | Germania (bandiera) | C     | Achim Melcher           |
|    | Germania (bandiera) | C     | Karl-Heinz Pulvermüller |
|    | Germania (bandiera) | C     | Karl Ringel             |
|    | Germania (bandiera) | A     | Horst Berg              |
|    | Germania (bandiera) | A     | Rudi Dörrenbächer       |
|    | Germania (bandiera) | A     | Günther Kuntz           |
|    | Germania (bandiera) | A     | Elmar May               |
|    | Germania (bandiera) | A     | Paul Pidancet           |

## Organigramma societario
Area tecnica
- Allenatore: Hans Pilz
- Allenatore in seconda:
- Preparatore dei portieri:
- Preparatori atletici:
- Analisi video:

## Calciomercato

### Sessione estiva
| Acquisti | Acquisti   | Acquisti         | Acquisti |
| R.       | Nome       | da               | Modalità |
| -------- | ---------- | ---------------- | -------- |
| A        | Horst Berg | SSV Troisdorf 05 |          |

| Cessioni | Cessioni | Cessioni | Cessioni |
| R.       | Nome     | a        | Modalità |
| -------- | -------- | -------- | -------- |

## Risultati

### Oberliga sudovest

#### Girone di andata
| Arbitro: | Fritz |

|                                        |           |           |
| Pidancet 3’ Dörrenbächer 50’ Leist 71’ | Marcatori | 87’ Ziebs |

| Arbitro: | Rodenhausen |

|       |           |                       |
| II 3’ | Marcatori | 11’, 76’ Dörrenbächer |

| Arbitro: | Schröder |

|                                     |           |  |
| Kuntz 6’, 43’ Berg 48’ Pidancet 74’ | Marcatori |  |

| Arbitro: | Dusch |

|             |           |  |
| Gärtner 59’ | Marcatori |  |

| Arbitro: | Deuschel |

|                            |           |                             |
| Leist 37’ (rig.) Kuntz 65’ | Marcatori | 26’ Reuther 63’ Schönwälder |

| Arbitro: | Ott |

|  |           |                  |
|  | Marcatori | 63’ Dörrenbächer |

| Arbitro: | Bregenzer |

|                                    |           |                          |
| Pidancet 13’ Melcher 54’ Leist 71’ | Marcatori | 3’ Risch 55’ (rig.) Čonč |

| Arbitro: | Fischer |

|                                   |           |                          |
| Dörrenbächer 8’ May 23’ Kuntz 57’ | Marcatori | 78’ Hohmann 79’ Weishaar |

| Arbitro: | Schäffer |

|                       |           |                  |
| Pulter 4’ Mangold 72’ | Marcatori | 18’ Dörrenbächer |

| Arbitro: | Hahn |

|          |           |                 |
| Lüth 32’ | Marcatori | 3’ Dörrenbächer |

| Arbitro: | Bien |

|                                                                    |           |  |
| Löbach 1’ Pidancet 65’ Leist 71’ (rig.), 85’ (rig.) Kuntz 74’, 89’ | Marcatori |  |

| Arbitro: | Nohrs |

|                              |           |         |
| Lieb 46’, 67’ Wittemaier 63’ | Marcatori | 3’ Berg |

| Arbitro: | Klees |

|  |           |              |
|  | Marcatori | 87’ Pflaumer |

| Arbitro: | Ott |

|                   |           |  |
| Heiden 11’ (rig.) | Marcatori |  |

| Arbitro: | Fritz |

|                         |           |            |
| Kuntz 29’, 60’ Berg 31’ | Marcatori | 72’ Albert |

#### Girone di ritorno
| Arbitro: | Deuschel |

|                          |           |                               |
| Hölzemann 10’ Fetick 64’ | Marcatori | 42’ Pidancet 47’ Berg 76’ May |

| Arbitro: | Heckeroth |

|                                            |           |  |
| Berg 40’ Kuntz 62’ (rig.) Dörrenbächer 73’ | Marcatori |  |

| Arbitro: | Treiber |

|           |           |                  |
| Emler 32’ | Marcatori | 18’ Dörrenbächer |

| Arbitro: | Schäffer |

|                 |           |           |
| Schönwälder 27’ | Marcatori | 90’ Kuntz |

| Arbitro: | Tremmel |

|                               |           |  |
| Pidancet 32’ May 34’ Berg 73’ | Marcatori |  |

| Arbitro: | Deuschel |

|  |           |                              |
|  | Marcatori | 7’, 56’ Dörrenbächer 13’ May |

| Arbitro: | Fischer |

|                                           |           |                        |
| Hohmann 42’, 46’ Dausmann 70’ Seebach 87’ | Marcatori | 26’ Kuntz 28’ Pidancet |

| Arbitro: | Ott |

|                    |           |           |
| May 68’ Schock 75’ | Marcatori | 87’ Bauer |

| Arbitro: | Dremel |

|                                         |           |          |
| Kuntz 4’ Dörrenbächer 41’, 62’ Berg 68’ | Marcatori | 89’ Löhr |

| Neunkirchen 31 marzo 1963 25ª giornata | Borussia Neunkirchen | 0 – 0 referto | VfR K'lautern | Ellenfeldstadion (1 500 spett.)\| Arbitro: \| Fritz \| |
| Arbitro:                               | Fritz                |               |               |                                                        |

| Arbitro: | Hahn |

|             |           |                                      |
| Zeugner 60’ | Marcatori | 17’, 23’ Kuntz 70’, 72’ Dörrenbächer |

| Arbitro: | Schreiner |

|                                    |           |  |
| Kuntz 3’ Berg 57’ Dörrenbächer 81’ | Marcatori |  |

| Worms 21 aprile 1963 28ª giornata | Wormatia Worms | 0 – 0 referto | Borussia Neunkirchen | Wormatia-Stadion (5 000 spett.)\| Arbitro: \| Rodenhausen \| |
| Arbitro:                          | Rodenhausen    |               |                      |                                                              |

| Arbitro: | Spinnler |

|              |           |          |
| Altmeyer 89’ | Marcatori | 31’ Berg |

| Arbitro: | Linn |

|                               |           |  |
| Kuntz 3’, 52’ Berg 6’ May 35’ | Marcatori |  |

### Campionato tedesco
| Arbitro: | Fischer |

|                                  |           |  |
| Pidancet 17’ May 78’ Melcher 90’ | Marcatori |  |

| Dortmund 29 maggio 1963 2ª giornata | Borussia Dortmund | 0 – 0 referto | Borussia Neunkirchen | Stadio Rote Erde (27 000 spett.)\| Arbitro: \| Lutz \| |
| Arbitro:                            | Lutz              |               |                      |                                                        |

| Arbitro: | Weyland |

|                                       |           |  |
| Brunnenmeier 4’, 59’, 87’ Kohlars 50’ | Marcatori |  |

| Arbitro: | Baumgärtel |

|                  |           |                    |
| May 49’ Glod 81’ | Marcatori | 83’ (rig.) Stemmer |

| Arbitro: | Regely |

|                          |           |                                                             |
| Leist 26’ (rig.) May 70’ | Marcatori | 49’ Schütz 50’, 53’ Konietzka 68’ (rig.) Cyliax 70’ Schmidt |

| Arbitro: | Sparing |

|               |           |         |
| Fritzsche 18’ | Marcatori | 26’ May |

## Statistiche

### Statistiche di squadra
| Competizione       | Punti | In casa | In casa | In casa | In casa | In casa | In casa | In trasferta | In trasferta | In trasferta | In trasferta | In trasferta | In trasferta | Totale | Totale | Totale | Totale | Totale | Totale | DR  |
| Competizione       | Punti | G       | V       | N       | P       | Gf      | Gs      | G            | V            | N            | P            | Gf           | Gs           | G      | V      | N      | P      | Gf     | Gs     | DR  |
| ------------------ | ----- | ------- | ------- | ------- | ------- | ------- | ------- | ------------ | ------------ | ------------ | ------------ | ------------ | ------------ | ------ | ------ | ------ | ------ | ------ | ------ | --- |
| Oberliga sudovest  | 41    | 15      | 12      | 2       | 1       | 43      | 11      | 15           | 5            | 5            | 5            | 21           | 19           | 30     | 17     | 7      | 6      | 64     | 30     | +34 |
| Campionato tedesco | -     | 3       | 2       | 0       | 1       | 7       | 6       | 3            | 0            | 2            | 1            | 1            | 5            | 6      | 2      | 2      | 2      | 8      | 11     | -3  |
| Totale             | 41    | 18      | 14      | 2       | 2       | 50      | 17      | 18           | 5            | 7            | 6            | 22           | 24           | 36     | 19     | 9      | 8      | 72     | 41     | +31 |

### Andamento in campionato
| Giornata  | 1 | 2 | 3 | 4 | 5 | 6 | 7 | 8 | 9 | 10 | 11 | 12 | 13 | 14 | 15 | 16 | 17 | 18 | 19 | 20 | 21 | 22 | 23 | 24 | 25 | 26 | 27 | 28 | 29 | 30 |
| --------- | - | - | - | - | - | - | - | - | - | -- | -- | -- | -- | -- | -- | -- | -- | -- | -- | -- | -- | -- | -- | -- | -- | -- | -- | -- | -- | -- |
| Luogo     | C | T | C | T | C | T | C | C | T | T  | C  | T  | C  | T  | C  | T  | C  | T  | T  | C  | T  | T  | C  | C  | C  | T  | C  | T  | T  | C  |
| Risultato | V | V | V | P | N | V | V | V | P | N  | V  | P  | P  | P  | V  | V  | V  | N  | N  | V  | V  | P  | V  | V  | N  | V  | V  | N  | N  | V  |
| Posizione | 5 | 1 | 1 | 4 | 4 | 5 | 4 | 2 | 5 | 5  | 5  | 5  | 6  | 7  | 7  | 7  | 7  | 4  | 4  | 4  | 4  | 4  | 4  | 4  | 4  | 4  | 3  | 3  | 4  | 4  |

Legenda:

Luogo: C = Casa; T = Trasferta. Risultato: V = Vittoria; N = Pareggio; P = Sconfitta.

### Statistiche dei giocatori
| Giocatore       | Campionato tedesco | Campionato tedesco | Campionato tedesco | Campionato tedesco | Oberliga sudovest | Oberliga sudovest | Oberliga sudovest | Oberliga sudovest | Coppa di Germania | Coppa di Germania | Coppa di Germania | Coppa di Germania | Totale   | Totale | Totale      | Totale     |
| Giocatore       | Presenze           | Reti               | Ammonizioni        | Espulsioni         | Presenze          | Reti              | Ammonizioni       | Espulsioni        | Presenze          | Reti              | Ammonizioni       | Espulsioni        | Presenze | Reti   | Ammonizioni | Espulsioni |
| --------------- | ------------------ | ------------------ | ------------------ | ------------------ | ----------------- | ----------------- | ----------------- | ----------------- | ----------------- | ----------------- | ----------------- | ----------------- | -------- | ------ | ----------- | ---------- |
| F. Backes       | 1                  | 0                  | 0                  | 0                  | 8                 | 0                 | 0                 | 0                 | 0                 | 0                 | 0                 | 0                 | 9        | 0      | 0           | 0          |
| H. Baus         | 0                  | 0                  | 0                  | 0                  | 2                 | 0                 | 0                 | 0                 | 0                 | 0                 | 0                 | 0                 | 2        | 0      | 0           | 0          |
| H. Berg         | 4                  | 0                  | 0                  | 0                  | 20                | 10                | 0                 | 0                 | 2                 | 1                 | 0                 | 0                 | 26       | 11     | 0           | 0          |
| R. Dörrenbächer | 0                  | 0                  | 0                  | 0                  | 25                | 16                | 0                 | 0                 | 0                 | 0                 | 0                 | 0                 | 25       | 16     | 0           | 0          |
| W. Ertz         | 0                  | 0                  | 0                  | 0                  | 0                 | 0                 | 0                 | 0                 | 0                 | 0                 | 0                 | 0                 | 0        | 0      | 0           | 0          |
| E. Glod         | 4                  | 1                  | 0                  | 0                  | 17                | 0                 | 0                 | 0                 | 1                 | 0                 | 0                 | 0                 | 22       | 1      | 0           | 0          |
| R. Gratz        | 0                  | 0                  | 0                  | 0                  | 0                 | 0                 | 0                 | 0                 | 0                 | 0                 | 0                 | 0                 | 0        | 0      | 0           | 0          |
| D. Harig        | 1                  | 0                  | 0                  | 0                  | 19                | 0                 | 0                 | 0                 | 0                 | 0                 | 0                 | 0                 | 20       | 0      | 0           | 0          |
| P. Hellwig      | 0                  | 0                  | 0                  | 0                  | 0                 | 0                 | 0                 | 0                 | 0                 | 0                 | 0                 | 0                 | 0        | 0      | 0           | 0          |
| H. Kirsch       | 6                  | 0                  | 0                  | 0                  | 30                | 0                 | 0                 | 0                 | 2                 | 0                 | 0                 | 0                 | 38       | 0      | 0           | 0          |
| G. Kuntz        | 5                  | 0                  | 0                  | 0                  | 28                | 17                | 0                 | 0                 | 2                 | 0                 | 0                 | 0                 | 35       | 17     | 0           | 0          |
| E. Leist        | 6                  | 1                  | 0                  | 0                  | 30                | 5                 | 0                 | 0                 | 2                 | 0                 | 0                 | 0                 | 38       | 6      | 0           | 0          |
| W. Löbach       | 0                  | 0                  | 0                  | 0                  | 4                 | 1                 | 0                 | 0                 | 0                 | 0                 | 0                 | 0                 | 4        | 1      | 0           | 0          |
| E. May          | 6                  | 4                  | 0                  | 0                  | 19                | 6                 | 0                 | 0                 | 2                 | 0                 | 0                 | 0                 | 27       | 10     | 0           | 0          |
| A. Melcher      | 6                  | 1                  | 0                  | 0                  | 18                | 1                 | 0                 | 0                 | 2                 | 0                 | 0                 | 0                 | 26       | 2      | 0           | 0          |
| V. Münz         | 0                  | 0                  | 0                  | 0                  | 0                 | 0                 | 0                 | 0                 | 0                 | 0                 | 0                 | 0                 | 0        | 0      | 0           | 0          |
| P. Pidancet     | 4                  | 1                  | 0                  | 0                  | 28                | 7                 | 0                 | 0                 | 1                 | 1                 | 0                 | 0                 | 33       | 9      | 0           | 0          |
| K. Pulvermüller | 0                  | 0                  | 0                  | 0                  | 0                 | 0                 | 0                 | 0                 | 0                 | 0                 | 0                 | 0                 | 0        | 0      | 0           | 0          |
| K. Ringel       | 6                  | 0                  | 0                  | 0                  | 12                | 0                 | 0                 | 0                 | 2                 | 0                 | 0                 | 0                 | 20       | 0      | 0           | 0          |
| D. Schock       | 6                  | 0                  | 0                  | 0                  | 26                | 1                 | 0                 | 0                 | 2                 | 0                 | 0                 | 0                 | 34       | 1      | 0           | 0          |
| H. Schreier     | 5                  | 0                  | 0                  | 0                  | 16                | 0                 | 0                 | 0                 | 2                 | 0                 | 0                 | 0                 | 23       | 0      | 0           | 0          |
| G. Schröder     | 6                  | 0                  | 0                  | 0                  | 28                | 0                 | 0                 | 0                 | 2                 | 0                 | 0                 | 0                 | 36       | 0      | 0           | 0          |
| H. Simmet       | 0                  | 0                  | 0                  | 0                  | 0                 | 0                 | 0                 | 0                 | 0                 | 0                 | 0                 | 0                 | 0        | 0      | 0           | 0          |
| P. Utzig        | 0                  | 0                  | 0                  | 0                  | 0                 | 0                 | 0                 | 0                 | 0                 | 0                 | 0                 | 0                 | 0        | 0      | 0           | 0          |